# Sekretärinnen – Überleben von 9 bis 5
Sekretärinnen – Überleben von 9 bis 5 ist eine deutsche Sitcom, die seit dem 22. August 2013 bei RTL ausgestrahlt wird. In den Hauptrollen sind Ellenie Salvo González u. a. Nina Vorbrodt, Susan Hoecke und Jochen Horst zu sehen.
Nachdem die Serie während der Erstausstrahlung im Spätsommer 2013 schlechte Einschaltquoten hatte, entwickelte sie sich in diversen Wiederholungen während der folgenden Jahre zu einem quotentechnischen Erfolg. Deshalb entstand eine zweite Staffel, die 2020 ausgestrahlt wurde. Am 14. April 2021 gab RTL die Einstellung der Serie bekannt.

## Handlung
Katja Neumann ist arbeitslos und auf Stellensuche. Eine Freundin vermittelt ihr einen Job in der (fiktiven) Sonnenschein-Toast AG in der Poststelle. Durch eine Verwechslung und persönliche Rachegedanken des Personalchefs wird sie aber als neue Sekretärin der Geschäftsführung eingestellt. Als Neuling wird sie mit ihrer Unerfahrenheit schnell zur Zielscheibe von Intrigen, insbesondere ihrer beiden Kolleginnen Nicole Sane und Melanie Weigand. Dies ist auch dadurch zu begründen, dass einer der Geschäftsführer, Markus Schoener, ein Auge auf Katja geworfen hat und sich Melanie verletzt fühlt, da sie selbst in Schoener unglücklich verliebt ist.
Nach anfänglichen Schwierigkeiten schafft es Katja, sich vor ihren Chefs und ihren Kolleginnen zu behaupten. Dies geschieht vor allem dadurch, dass sie es schafft, einen wichtigen Kunden von den Produkten der Sonnenschein-Toast AG zu überzeugen und das Unternehmen dadurch aus einer finanziellen Schieflage heraus zu befreien. Katja wird zum wichtigsten Ratgeber ihres Vorgesetzten Wolf Berger, der zwar cholerisch und arrogant wirkt, sie aber lernt zu respektieren. Durch ihre liebenswerte und subtile Kämpfernatur schafft es Katja auch, die Intrigen ihrer Kolleginnen (insb. von Nicole Sane) zu ihrem eigenen Vorteil auszuspielen.

## Produktion
Die Episoden 2 bis 7 wurden vom 21. Februar 2012 bis zum 14. März 2012 gedreht.

## Ausstrahlung
Die Pilotfolge wurde am 22. August 2013 im Anschluss an die beiden ähnlichen Serien Doc meets Dorf und Christine. Perfekt war gestern!, die am selben Tag Premiere hatten, ausgestrahlt. Die erste Folge sahen 2,33 Millionen Zuschauer, was zu einem Marktanteil von 15,1 Prozent in der Zielgruppe der 14- bis 49-Jährigen und zu 13,4 Prozent in der Zielgruppe der 14- bis 59-Jährigen führte.

## Episodenliste

### Staffel 1
| Nr. (ges.) | Nr. (St.) | Originaltitel           | Erstausstrahlung D | Regie          | Drehbuch                                    | Zuschauer |
| ---------- | --------- | ----------------------- | ------------------ | -------------- | ------------------------------------------- | --------- |
| 1          | 1         | Die Neue                | 22. Aug. 2013      | Dominic Müller | Sonja Schönemann                            | 2,34 Mio. |
| 2          | 2         | Die perfekte Sekretärin | 29. Aug. 2013      | Dominic Müller | Sonja Schönemann, Rolf Gade, Holger Schmidt | 2,34 Mio. |
| 3          | 3         | Einer von uns           | 5. Sep. 2013       | Andreas Menck  | Sonja Schönemann, Rolf Gade, Holger Schmidt | 2,07 Mio. |
| 4          | 4         | Wahrheit im Büro        | 12. Sep. 2013      | Dominic Müller | Sonja Schönemann                            | 2,05 Mio. |
| 5          | 5         | „Danke“ wär’ schön      | 19. Sep. 2013      | Andreas Menck  | Rolf Gade, Holger Schmidt, Jochen Winter    | 2,05 Mio. |
| 6          | 6         | Schoeners neue Freundin | 26. Sep. 2013      | Dominic Müller | Tanja Sawitzki                              | 1,92 Mio. |
| 7          | 7         | Berger stirbt           | 10. Okt. 2013      | Dominic Müller | Sonja Schönemann, Oliver Welter             | 1,77 Mio. |
| 8          | 8         | Das Jubiläum            | 17. Okt. 2013      | Andreas Menck  | Sonja Schönemann                            | 1,46 Mio. |

### Staffel 2
| Nr. (ges.) | Nr. (St.) | Originaltitel         | Erstausstrahlung D | Regie                                             | Drehbuch                                                   | Zuschauer |
| ---------- | --------- | --------------------- | ------------------ | ------------------------------------------------- | ---------------------------------------------------------- | --------- |
| 9          | 1         | Der Skandal           | 2. Jan. 2020       | Jan Markus Linhof                                 | Tanja Sawitzki                                             | -         |
| 10         | 2         | Der Andere            | 9. Jan. 2020       | Ulrike Hamacher, Andreas Menck, Jan Markus Linhof | Tanja Sawitzki, Jochen Winter                              | -         |
| 11         | 3         | Die Kündigung         | 16. Jan. 2020      | Andreas Menck                                     | René Förder, Stephan Pächer, Tanja Sawitzki, Jochen Winter | -         |
| 12         | 4         | Der Werbespot         | 23. Jan. 2020      | Andreas Menck                                     | René Förder, Stephan Pächer                                | -         |
| 13         | 5         | Feindliche Übernahmen | 30. Jan. 2020      | Jan Markus Linhof                                 | René Förder, Stephan Pächer                                | -         |
| 14         | 6         | Toast für die Welt    | 6. Feb. 2020       | Andreas Menck                                     | Tanja Sawitzki                                             | -         |
| 15         | 7         | Der Wahlkampf         | 13. Feb. 2020      | Ulrike Hamacher, Andreas Menck                    | Robby Dannenberg, Tanja Sawitzki, Jochen Winter            | -         |
| 16         | 8         | Das Wochenende        | 27. Feb. 2020      | Ulrike Hamacher                                   | Berthold Probst                                            | -         |
| 17         | 9         | Apfel, Stamm, Toast   | 5. März 2020       | Ulrike Hamacher                                   | René Förder, Stephan Pächer                                | -         |
| 18         | 10        | Die letzte Prüfung    | 19. März 2020      | Ulrike Hamacher                                   | Tanja Sawitzki, Jochen Winter                              | -         |

## Rezeption
Die Serie wurde 2014 für den Grimme-Preis im Wettbewerb Unterhaltung/Spezial nominiert.
- Markus Ehrenberg vom Tagesspiegel kritisiert die Fernsehserie als „klischeemäßig“, wobei die Sekretärin als „Tippse doof und devot und in der Regel auch blond oder langbeinig oder beides“ und der Chef als „jähzornig und allzeit bereit“ dargestellt werde. Die Fernsehserie könne nicht mit Stromberg mithalten.[6]